# Аліна (жіночий футбольний клуб)
«Аліна» (Київ)  — український жіночий футбольний клуб з Києва. Заснований у 1990 році, розформований — 1997 року.

## Хронологія назв
- 1990—1992: «Радосін» (Київ)
- 1993—1997: «Аліна» (Київ)

## Історія
Жіноча футбольна команда «Радосін» (Київ) була заснована в Києві на початку 1990 року. У 1990 році команда дебютувала в Другій лізі СРСР, де посіла 2-е місце в другій групі. У сезоні 1991 року клуб посів лише 6-е місце в 2-й групі Другої ліги. У 1992 році команда дебютувала Першій лізі чемпіонату України, де посіла 4-е місце. У Кубку України вибула в 1/8 фіналу. Наступного сезону змінив назву на «Аліна» (Київ) та зв'язку з розширенням турніру отримав місце у Вищій лізі, в якій фінішував на 11-у місці. у розіграші Кубку України дійшов до 1/4 фіналу. У сезоні 1994 року клуб завоював бронзові медалі чемпіонату України. У кубку країни дійшла до фіналу, де за сумою двох матчів поступився «Донецьку-Росі» (1:1, 0:0). У сезоні 1995 року став віце-чемпіоном країни та володарем кубку України. У 1997 році «Аліна» виграла чемпіонат України, проте по завершенні сезону команду розформували.

## Досягнення
- Вища ліга чемпіонату України
  -  Чемпіон (1): 1997
  -  Срібний призер (2): 1995, 1996
  -  Бронзовий призер (1): 1994

- Кубок України
  -  Володар (2): 1995, 1997
  -  Фіналіст (2): 1994, 1996

## Відомі гравчині
- Юлія Ващенко
- Тетяна Верезубова
- Тетяна Гусакова
- Інна Дідич
- Наталія Жданова
- Наталія Зінченко
- Галина Іванова
- Наталія Курілкіна
- Галина Михайленко
- Валентина Рябіченко
- Інеса Тітова